# Brown Brigade
Brown Brigade foi um grupo de heavy metal com influencias do reggae, criado por Dave "Brownsound" Baksh. Dave Baksh foi guitarrista líder da banda Sum 41.
A existência da banda foi anunciada oficialmente dia 11 de maio de 2006, quando Baksh, até então um membro da banda de punk rock canadense Sum 41, declarou que iria deixar o grupo depois de ter feito parte da mesma durante mais de 10 anos. A divisão foi causada por uma direção musical diferente tomadas por Sum 41 em relação ao exigido por Baksh. Como declarou o líder, a sonoridade da banda é comparável ao de Iron Maiden.
Em novembro de 2006, eles publicaram o primeiro EP, Appetizer For Destruction. O título do EP é uma referência ao álbum Appetite for Destruction, da banda Guns N 'Roses.
Em 25 de setembro de 2007, foi lançado o primeiro álbum, Into the Mouth of Badd(d)ness, publicado pela gravadora Aquarius Records.

## Formação
Atual
- Dave Baksh - guitarra, vocais
- Vaughn Lal -  baixo
- Johnny Owens - bateria
- Chuck Coles - guitarra
- Cess Rock - percussão, voz

Ex-membros
- Craig Pattison - guitarra
- Travis Sanders - voz

## Discografia
- 2006 - Appetizer for Destruction
- 2007 - Into the Mouth of Badd(d)ness